# Barylypa denticulata
Barylypa denticulata là một loài tò vò trong họ Ichneumonidae.